# Sluttande planet (argumentation)
Sluttande planet, även kallat snöbollseffekten eller slippery slope,  är en term som används inom argumentationsanalys och retorik. Den går ut på att det inte går att dra en skarp skiljelinje mellan två fenomen. Mest känd under sin vilseledande form där en person påstår att en viss händelse oundvikligen måste följa från en annan utan någon rationell argumentation eller påvisbar mekanism för det oundvikliga i händelsen i fråga.
Exempel: Om vi inför en samvetsklausul för barnmorskor kommer vi snart att förbjuda fri abort. I exemplet är det underförstått att förbjuda fri abort är dålig – var och en som håller med om det måste hålla med om att en samvetsklausul för barnmorskor ej ska tillåtas.
Exempel: Om vi inför en samvetsklausul för barnmorskor kommer vi snart att införa en samvetsklausul för alla yrkesgrupper och då kommer inte brevbärare dela ut post och skogsarbetare inte avverka skog.
Det finns två typer av sluttande plan - det kausala och det semantiska. Den kausala varianten innebär att man målar upp en dominoeffekt där ett beslut kommer att öppna vägen för ett annat, ett tredje och så vidare tills man kommit fram till något som uppenbart är obehagligt. Den semantiska varianten innebär att man påtalar det omtalade fenomenets likhet med något annat, och bygger vidare tills man kommit fram till det obehagliga.